# 相鐵·JR直通線
相鐵·JR直通線（日语：／ Sōtetsu Jei-āru Chokutsū sen */?）是相模鐵道（通稱相鐵）與東日本旅客鐵道（通稱JR東日本）互相直通運行系統的稱呼。这也是一个规划项目的名称，旨在建设一条从相铁本线西谷站到东海道货运线横滨羽泽站附近的连接线路。 俗称 SJ 线 。有以下2個定義，都在2019年（令和元年）11月30日開業。
- 鐵道·運輸機構用作整備主體，根據國土交通省的報告用於相鐵的路線名「相鐵·JR直通線」[4][5]。
  - 西谷站－羽澤橫濱國大站間。參見神奈川東部方面線。
- 相鐵與JR東日本的運行系統之通稱「相鐵·JR直通線」。
  - 新宿站起途經山手貨物線、品鶴線、東海道貨物線、相鐵新橫濱線、（相鐵）本線連結海老名站。本條目記述此項。

该区间于2019年11月30日作为相铁新横滨线（西谷站-羽泽横滨国大站）开通，同日，东日本旅客铁道（JR东日本）通过山手线（山手货运线）和东海道本线（东海道货物线、品鹤线）在东京都新宿区新宿站与神奈川县横滨市羽泽横滨国大站之间开通了名为相铁线直通的运行系统，并开始与相模铁道的本线和相铁新横滨线相互开行直通列车。所有列车均从羽泽横滨国大站经由相铁新横滨线来往于相铁本线的海老名站，部分列车从新宿站经由埼京线开往川越线的川越站。车站编号使用的线路符号为 SO（相铁线）、JS（湘南新宿线）和 JA（埼京线）。

## 概要
鐵道建設、運輸設施整備支援機構负责西谷站和羽泽横滨国大站之间的连接线建设，而相铁和 JR 东日本在两站之间提供互相直通列车服务，相铁将其视为 "直通东京市中心项目"[9] 之一，将自己的线路与东京市中心连接起来。
相铁和 JR 东日本的交界车站是羽泽横滨国大站，由两家公司共用，车站设施由相铁管理。列车的运行区间基本上在新宿站和海老名站之间运行，但在上午的某些时段，也会从新宿站直通运行到埼京线的大宫站，最长的运行区间是到川越线的川越站。
随着与 JR 东日本直通列车的开通，相铁列车首次开始在东京首都圈内运营。这也是历史上第一次，JR 东日本的通勤列车不经过其他铁路公司的线路，直接与东京首都圈内除东京地铁以外的主要私营铁路公司的路线的直通运行。

### 列车运行路线
列车的运行路径大概如此：从新宿站出发，沿着与湘南新宿线列车相同的运行路线在山手货物线上运行，途中经过涩谷站和大崎站，然后在蛇洼信号站进入品鹤线运行。之后会经过武藏小杉站，然后进入品鹤线的四线区间（新鹤见信号站-鹤见站）的货运线一侧（四线中靠西侧的双线，实际上是武藏野南线的路轨，与武藏野线共用，因为该货物线在新川崎站没有站台，所以不停车）。 之后，经由新鹤见信号场和鹤见站进入东海道货物线（由于货物线没有站台，所以通过此站），在京急的花月总持寺站附近进入地下，在横滨羽泽站的东京一侧进入相铁新横滨线，经过羽泽横滨国大站，然后在西谷站进入相铁本线，前往海老名站。
列车途经的线路中，正式线路名称为 新宿站至品川站的山手线（山手货运线）、品川站至羽泽横滨国大站的东海道本线（品川站至鹤见站的品鹤线（横须贺线）以及鹤见站至羽泽横滨国大站的东海道货物线）、羽泽横滨国大站至西谷站的相铁新横滨线以及西谷站至海老名站的相铁本线。
|                      |                | 海老名站     | …            | 二俁川站     | …            | 西谷站       | 西谷站       | 羽澤橫濱國大站 | 羽澤橫濱國大站       | 鶴見站               | 鶴見站               | 新鶴見信號場         | 新鶴見信號場         | …                    | 大崎站               | 大崎站            | …                 | 新宿站            | 池袋站            | 池袋站            | …                 | 赤羽站            | 赤羽站            | …                 | 大宮站            | 大宮站                  | …                       | 川越站                  |
| -------------------- | -------------- | ------------ | ------------ | ------------ | ------------ | ------------ | ------------ | -------------- | -------------------- | -------------------- | -------------------- | -------------------- | -------------------- | -------------------- | -------------------- | ----------------- | ----------------- | ----------------- | ----------------- | ----------------- | ----------------- | ----------------- | ----------------- | ----------------- | ----------------- | ----------------------- | ----------------------- | ----------------------- |
| 乘客信息中路線的名稱 | →              | JR埼京線直通 | JR埼京線直通 | JR埼京線直通 | JR埼京線直通 | JR埼京線直通 | JR埼京線直通 | JR埼京線直通   | 埼京（・川越）線直通 | 埼京（・川越）線直通 | 埼京（・川越）線直通 | 埼京（・川越）線直通 | 埼京（・川越）線直通 | 埼京（・川越）線直通 | 埼京（・川越）線直通 | 埼京（・川越）線  | 埼京（・川越）線  | 埼京（・川越）線  | 埼京（・川越）線  | 埼京（・川越）線  | 埼京（・川越）線  | 埼京（・川越）線  | 埼京（・川越）線  | 埼京（・川越）線  | 埼京（・川越）線  | 川越線                  | 川越線                  | 川越線                  |
| 乘客信息中路線的名稱 | ←              | （相鐵線）   | （相鐵線）   | （相鐵線）   | （相鐵線）   | （相鐵線）   | （相鐵線）   | （相鐵線）     | 相鐵線直通           | 相鐵線直通           | 相鐵線直通           | 相鐵線直通           | 相鐵線直通           | 相鐵線直通           | 相鐵線直通           | 埼京線 相鐵線直通 | 埼京線 相鐵線直通 | 埼京線 相鐵線直通 | 埼京線 相鐵線直通 | 埼京線 相鐵線直通 | 埼京線 相鐵線直通 | 埼京線 相鐵線直通 | 埼京線 相鐵線直通 | 埼京線 相鐵線直通 | 埼京線 相鐵線直通 | 埼京・川越線 相鐵線直通 | 埼京・川越線 相鐵線直通 | 埼京・川越線 相鐵線直通 |
| 正式路線的名稱       | 正式路線的名稱 | （相鐵）本線 | （相鐵）本線 | （相鐵）本線 | （相鐵）本線 | （相鐵）本線 | 相鐵新橫濱線 | 相鐵新橫濱線   | 東海道本線           | 東海道本線           | 東海道本線           | 東海道本線           | 東海道本線           | 東海道本線           | 東海道本線           | 山手線            | 山手線            | 山手線            | 山手線            | 赤羽線            | 赤羽線            | 赤羽線            | 東北本線          | 東北本線          | 東北本線          | 川越線                  | 川越線                  | 川越線                  |
| 路線名稱             | 路線名稱       | （相鐵）本線 | （相鐵）本線 | （相鐵）本線 | （相鐵）本線 | （相鐵）本線 | 相鐵新橫濱線 | 相鐵新橫濱線   | 東海道貨物線         | 東海道貨物線         | 品鶴線               | 品鶴線               | 品鶴線               | 品鶴線               | 品鶴線               | 山手貨物線        | 山手貨物線        | 山手貨物線        | 山手貨物線        | 赤羽線            | 赤羽線            | 赤羽線            | 東北本線支線      | 東北本線支線      | 東北本線支線      | 川越線                  | 川越線                  | 川越線                  |

由于线路原因，武藏小杉站和羽泽横滨国大站之间没有停车站。该线路虽然经过新川崎站和鹤见站，但在武藏小杉站和鹤见站之间，由于这些车站对于本线没有站台，因此只能通过这两个站。此外，在鹤见站和羽泽横滨国大站之间，分别与 JR 东日本横滨线（通过大口高架直接穿过大口站北侧）、东急东横线（通过港北隧道穿过妙莲寺站南侧的地下）和横滨市交通局蓝线（通过港北隧道直接穿过岸根公园站的上方）有立体交叉，但这些交叉点都没有换乘车站。

## 運行形態
本节介绍在相铁和 JR 东日本之间直通运行的列车情况。 有关相铁路段，请参阅相铁新横滨线和相铁本线。

### 列車種別
新宿站至大崎站之间有三种列车："通勤快速"、"快速 "和 "各站停车"，所有列车均在其运行线路上设有站台的所有车站停靠。
在大崎站和羽泽横滨国大站之间，所有列车，包括经过大崎站以北和羽泽横滨国大站以西的列车，都作为 "各站停车 "列车运行，原本快速运行的列车在大崎站和羽泽横滨国大站会进行列车种别的变更。

### 运行时刻表
新宿站 - 羽泽横滨国大站 - 海老名站之间有 46 个往返班次。其中，平日上午时间段有下行 7 班、上行 8 班，周末和节假日上行和下行各 6 班，除了直通新宿以北的埼京线的列车，还有在池袋站（仅限平日终到）、赤羽站（仅限平日）、武藏浦和站（仅限周六和周日）、大宫站、川越站和指扇站（仅限始发）始发或终到的列车。 埼京线内川越站始发终到的列车，平日为通勤快速，周末及节假日为快速。列车基本上应在新宿站 2 站台折返，17:00 后在 3 站台支付，但由于 JR 车厢运营的便利性以及上午时段难以确保折返时间，因此开行了直通新宿站以北的来往埼京线和川越线的列车。 需要注意的是，新宿站至大崎站之间的列车会被表示为埼京线列车，但列车编号会在新宿站进行变更。当直通列车因异常情况停运时，列车会从羽泽横滨国大站折返回到 JR 线方向。
该系统，平日早上通勤时段每小时最多运行四班列车，白天时段每小时运行两班列车，在相铁线上作为各站停车列车运行。 夜间，除最后一班下行列车、平日 20:00 的时段三班上行列车以及周末和节假日的一班上行列车外，列车在相铁线上会作为特急列车运行。
由于该线路途经山手货运线、品鹤线和东海道货物线，需要与运营货物列车的 JR 货物进行协调，因此上午时段没有固定模式的时刻表。在白天，除了货物列车运行外，考虑到去往新宿和东京方向的列车数量过多，从武藏小杉站开往新宿和东京方向的列车已减少到每小时两班。此外，如上所述，由于暂时没有直达品川、东京的列车，预想乘客将在武藏小杉站换乘横须贺线和成田特快，因此，作为防止武藏小杉站月台拥堵的措施，在时刻表的设置上，前往新宿方向的列车在高峰时段不会连续运行，据悉，还会通知乘客也可在西大井站换乘。
因此，在当前的时刻表中，在正常运行情况下，开往羽泽横滨国大站和海老名站的列车在西大井站和武藏小杉站，会与开往新川崎站、横滨站和镰仓站的总武快速线这些自东京方向开来的列车进行接续；开往大崎和新宿的列车在武藏小杉站和西大井站，会与开往品川、东京和千叶的这些自横滨、新川崎方向开来的横须贺·总武快速线列车进行接续。
从新宿站开往西大井站和武藏小杉站方向的末班车晚于现有湘南新宿线的末班车，为横须贺线大崎站以北至新川崎站以南的深夜时段的客运提供更多便利。
在相铁线上，JR 车辆白天在相模大冢站和柏台车辆中心留置，也会在那里过夜。另一方面，JR 线的相铁车辆在工作日早高峰期间会被临时留置在板桥站（从池袋站回送），但没有其它留置或过夜安排。

## 使用车辆
直通列车只使用以下两种在相铁线和埼京线运营的车辆。

### 相模铁道
12000系
六列列车于 2019 年度制造完成，并已于 2019 年 4 月 20 日在相铁线内投入运营。最多使用四列用于直通班次，其余两列将作为备用列车或在相铁线内运营。
直通服务开始之初，该系统只在新宿站和海老名站之间运行，但从 2021 年 3 月 15 日起，列车仅限平日开始进入埼京线池袋站运行。此外，除了作为代行列车以及进入埼京线板桥站留置的列车，在正常时刻表中不进入埼京线池袋站以北以及川越线内。
虽然原计划将 11000 系列改造为直通车，计划对其安装 ATACS，但由于改装安全设备等的费用问题，取消了将 11000 系列改造为直通车的计划，因此使用 12000 系做为直通 JR 东日本的列车。

### JR东日本
E233系
为了直达相铁线的额外增备了列车（2019 年增加了 7 列 10 节车厢的列车），同时也对既有列车进行了改造，使其可以进行直通。平日最多运营直通班次的列车为7列，周末和节假日为 6 列，周末和节假日的所有列车在上午时段由新宿以北的直通列车取代。

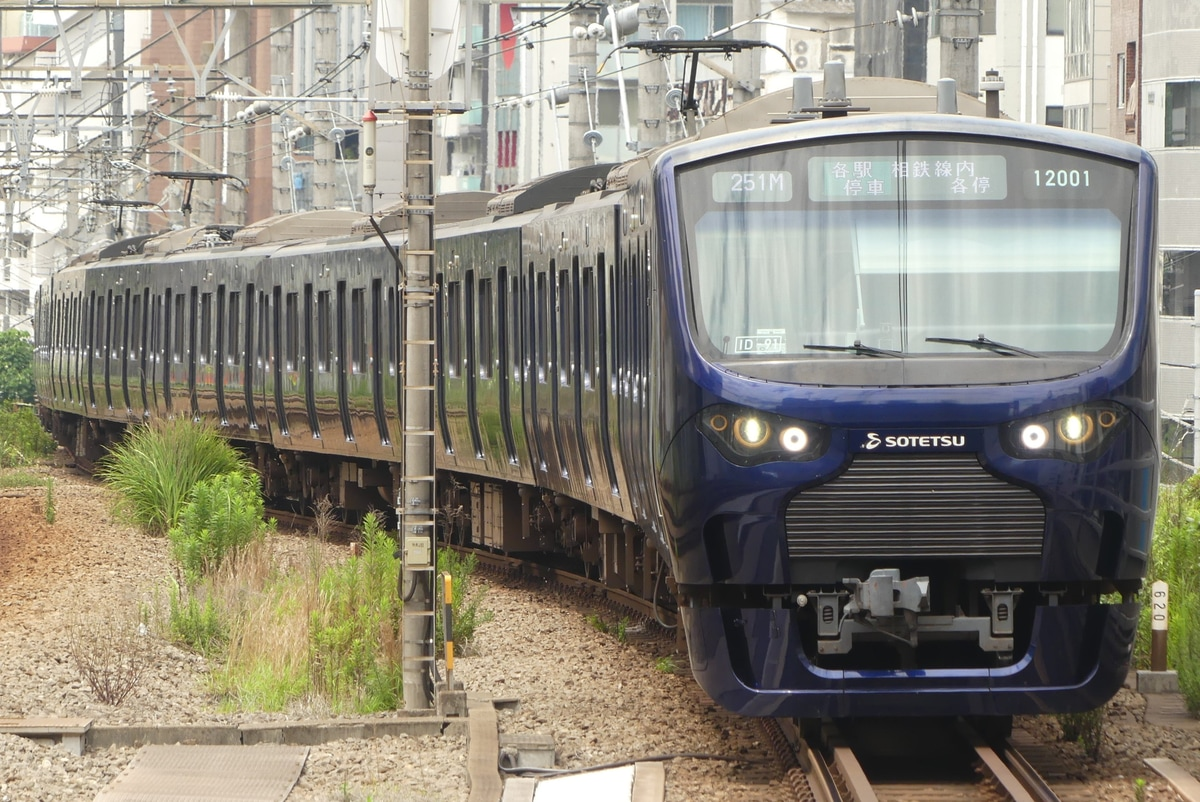
相铁12000系
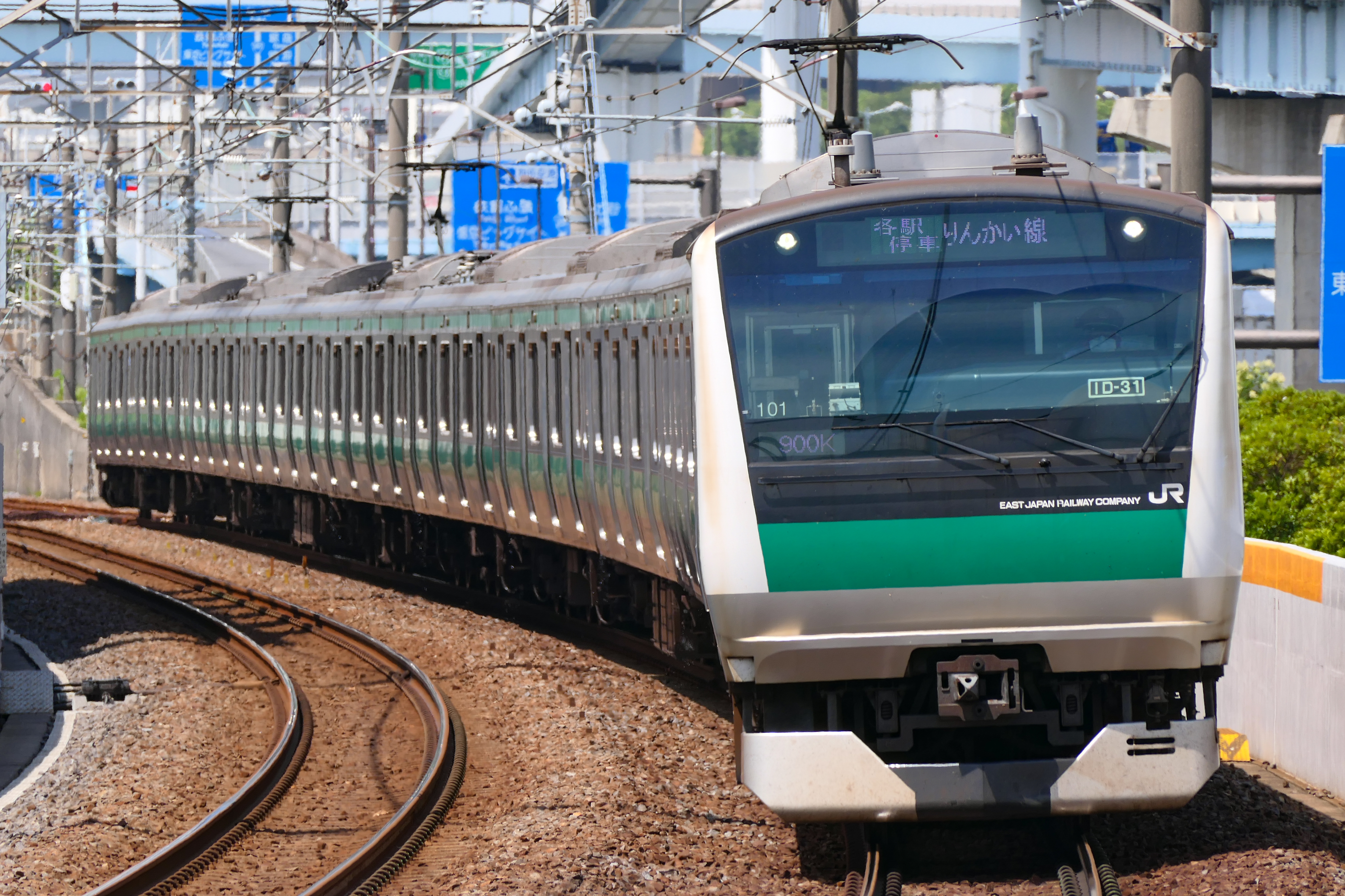
JR東日本E233系7000番台

## 車站列表
- 特定都區市內制度適用範圍車站：＝東京山手線內，＝東京都區內，＝橫濱市內
- 累計營業距離
  - 新宿站－羽澤橫濱國大站間是由新宿站起計的營業距離，羽澤橫濱國大站－海老名站間是由羽澤橫濱國大站起計的營業距離
  - （）內是途經品川站、大井町站的營業距離。用於車費計算的營業距離參見#車費計算、乘車制度
- 行走路線名…※1：東海道貨物線，※2：相鐵新橫濱線
- 停靠站
  - 各站停車及埼京線內的快速、通勤快速、特急停靠表內所有車站。
- 與貨物相關參見「品鶴線」與「東海道貨物線」。

### 新宿 - 羽澤橫濱國大
| 正式路線名                                   | 行走軌道路線                                 | 車站編號                                     | 中文站名                                     | 日文站名                                     | 英文站名                                     | 站間 營業 距離                               | 累計 營業 距離                               | 接續路線 | 所在地                                       | 所在地                                       | 所在地                                       |
| 部份列車途經 埼京線、■川越線直通運行至川越站 | 部份列車途經 埼京線、■川越線直通運行至川越站 | 部份列車途經 埼京線、■川越線直通運行至川越站 | 部份列車途經 埼京線、■川越線直通運行至川越站 | 部份列車途經 埼京線、■川越線直通運行至川越站 | 部份列車途經 埼京線、■川越線直通運行至川越站 | 部份列車途經 埼京線、■川越線直通運行至川越站 | 部份列車途經 埼京線、■川越線直通運行至川越站 | 部份列車途經 埼京線、■川越線直通運行至川越站 | 部份列車途經 埼京線、■川越線直通運行至川越站 | 部份列車途經 埼京線、■川越線直通運行至川越站 | 部份列車途經 埼京線、■川越線直通運行至川越站 |
| -------------------------------------------- | -------------------------------------------- | -------------------------------------------- | -------------------------------------------- | -------------------------------------------- | -------------------------------------------- | -------------------------------------------- | -------------------------------------------- | --- | -------------------------------------------- | -------------------------------------------- | -------------------------------------------- |
| 山手線                                       | 山手貨物線                                   | JA 11                                        | 新宿                                         |                                              |                                              | -                                            | 0.0                                          | 東日本旅客鐵道： 中央線（快速）（JC 05）、 中央·總武線（各站停車）（JB 10）、 山手線（JY 17）、 埼京線〈池袋、赤羽、武藏浦和、大宮、川越方向〉（JA 11）（一部直通運行：參見上述）、 湘南新宿線〈池袋、赤羽、大宮、宇都宮、高崎方向〉（JS 20） 京王電鐵： 京王線、京王新線（KO01） 小田急電鐵： 小田原線（OH01） 東京地下鐵： 丸之內線（M-08） 都營地下鐵： 新宿線（S-01） 都營地下鐵： 大江戶線 ⇒新宿（E-27）、新宿西口（E-01） 西武鐵道： 新宿線 ⇒西武新宿（SS01） | 東京都                                       | 新宿區                                       | 新宿區                                       |
| 山手線                                       | 山手貨物線                                   | JA 11                                        | 新宿                                         | 澀谷區                                       |                                              | -                                            | 0.0                                          | 東日本旅客鐵道： 中央線（快速）（JC 05）、 中央·總武線（各站停車）（JB 10）、 山手線（JY 17）、 埼京線〈池袋、赤羽、武藏浦和、大宮、川越方向〉（JA 11）（一部直通運行：參見上述）、 湘南新宿線〈池袋、赤羽、大宮、宇都宮、高崎方向〉（JS 20） 京王電鐵： 京王線、京王新線（KO01） 小田急電鐵： 小田原線（OH01） 東京地下鐵： 丸之內線（M-08） 都營地下鐵： 新宿線（S-01） 都營地下鐵： 大江戶線 ⇒新宿（E-27）、新宿西口（E-01） 西武鐵道： 新宿線 ⇒西武新宿（SS01） | 東京都                                       |                                              |                                              |
| 山手線                                       | 山手貨物線                                   | JA 10                                        | 澀谷                                         |                                              |                                              | 3.4                                          | 3.4                                          | 東日本旅客鐵道： 山手線（JY 20）、 埼京線（JA 10）、 湘南新宿線（JS 19） 東急電鐵： 東橫線（TY01）、 田園都市線（DT01） 京王電鐵： 井之頭線（IN01） 東京地下鐵： 銀座線（G-01）、 半藏門線（Z-01）、 副都心線（F-16） | 東京都                                       |                                              |                                              |
| 山手線                                       | 山手貨物線                                   | JA 09                                        | 惠比壽                                       |                                              |                                              | 1.6                                          | 5.0                                          | 東日本旅客鐵道： 山手線（JY 21）、 埼京線（JA 09）、 湘南新宿線（JS 18） 東京地下鐵： 日比谷線（H-02） | 東京都                                       |                                              |                                              |
| 山手線                                       | 山手貨物線                                   | JA 08 JS 17                                  | 大崎                                         |                                              |                                              | 3.6                                          | 8.6                                          | 東日本旅客鐵道： 山手線（JY 24）、 埼京線（JA 08）、 湘南新宿線（JS 17） 東京臨海高速鐵道： 臨海線〈東京電訊、新木場方向〉（R 08） | 東京都                                       | 品川區                                       | 品川區                                       |
| 東海道本線                                   | 品鶴線                                       | JS 16                                        | 西大井                                       |                                              |                                              | 5.6                                          | 14.2                                         | 東日本旅客鐵道： 橫須賀線·總武線（快速）〈品川、東京、千葉方向〉（JO 16）、 湘南新宿線（JS 16） | 東京都                                       | 品川區                                       | 品川區                                       |
| 東海道本線                                   | 品鶴線                                       | JS 15                                        | 武藏小杉                                     |                                              |                                              | 6.4                                          | 20.6                                         | 東日本旅客鐵道： 橫須賀線·總武線（快速）〈橫濱、鎌倉、久里濱方向〉（JO 15）、 湘南新宿線〈橫濱、小田原、鎌倉方向〉（JS 15）、 南武線（JN 07） 東急電鐵： 東橫線（TY11）、 目黑線（MG11） | 神奈川縣                                     | 川崎市 中原區                                | 川崎市 中原區                                |
| 東海道本線                                   | 東海道貨物線                                 | SO51                                         | 羽澤橫濱國大                                 |                                              |                                              | 16.6                                         | 37.2 (34.3)                                  | 相模鐵道： 相鐵新橫濱線（直通運行） | 神奈川縣                                     | 橫濱市                                       | 神奈川區                                     |

1. 1 2 3 4  埼京線在新宿站－大崎站間與相鐵·JR直通線共用軌道，兩個運行系統也共用車站編號。
2. 1 2 3 4 5 6  湘南新宿線新宿站－武藏小杉站間與相鐵·JR直通線共用軌道，西大井站、武藏小杉站的車站編號由兩個運行系統共用。
3. ↑  品川－大崎－西大井設在路段外乘車的特例，可在西大井方向轉乘品川方向（接受品川－大崎的重複乘車）。
4. 1 2  大崎站－西大井站間在車費計算上視為途經品川站
5. 1 2  橫須賀·總武快速線在西大井站－武藏小杉站間與相鐵·JR直通線共用軌道。
6. ↑  品川－西大井－大崎不是在路段外乘車的特例，一般的乘車券不可在新宿方向轉乘品川方向（品川－西大井可重複乘車）。
7. 1 2  羽澤橫濱國大－武藏小杉－新川崎、橫濱設定區間外乘車的特例，鶴見、新川崎－武藏小杉可重複乘車。
8. 1 2  武藏小杉站－羽澤橫濱國大站間的車費計算上途經鶴見站。此路段有新川崎站與鶴見站，途經軌道不設月台通過。

### 羽澤橫濱國大 - 海老名
這裡只列出站名。
羽澤橫濱國大 - 西谷 - 鶴峰 - 二俁川 - 希望丘 - 三境 - 瀨谷 - 大和 - 相模大塚 - 相模野 - 柏台 - 海老名

## 註解
1. ↑  部分列车会在川越站始发终到
2. ↑   如果包括额外付费特急列车，则有在 JR 湘南新宿线、宇都宫线和东武日光线、鬼怒川线之间直通运行的日光号列车和鬼怒川号列车。
3. ↑  东京地铁的例子是，通过东京地铁千代田线，JR 常磐线各站停车列车与小田急小田原线和多摩线可以直通。
4. ↑  实际上列车运行的路径完全不经过品川站，因为它经过一条较短的联络线（大崎支线），在大崎站内进入该联络线。
5. ↑  鹤见站在票价计算方面是一个分歧站，但没有供本系统使用的站台。
6. ↑  鶴見站－新鶴見信號場為四綫區間，本系统的列车行駛貨物綫一側（是通稱為武藏野南綫的武蔵野線路轨），因綫路配置關係本系统运行的列车都不停靠新川崎站。
7. ↑  因此，该系统的列车一般不会进入埼玉县。此外，即使是代行，也不会进入临海线。

## 來源
1. ↑  . 相模鉄道.   [2019-11-12]. （原始内容存档于2023-04-08）.
2. ↑  . 相模鉄道.   [2019-11-12]. （原始内容存档于2023-04-08）.
3. ↑  . JRTT.   [2022-09-02]. （原始内容存档于2023-06-07）.
4. ↑  . 相模鉄道.   [2019-11-12]. （原始内容存档于2020-07-12）.
5. ↑  . 相模鉄道.   [2019-11-12]. （原始内容存档于2020-07-10）.
6. ↑   (PDF). 東日本旅客鉄道株式会社.   [2020-05-08]. （原始内容存档 (PDF)于2023-03-20）.
7. ↑  （JR線代表的駅構内図）. 東日本旅客鉄道.   [2021-02-10].
8. ↑  佐藤利夫. . 鉄道ファン2021年3月号 (交友社). 2021-03-01, 61 (第3号（通巻719号）): 34 – 35.
9. 1 2   (PDF). 東日本旅客鉄道. 2019-09-06  [2019-09-07]. （原始内容 (PDF)存档于2019-09-06）.
10. ↑   (PDF). 相模鉄道. 2019-09-06  [2019-09-07]. （原始内容 (PDF)存档于2019-09-07）.
11. ↑   (PDF). 相模鉄道. 2018-10-03  [2018-10-03]. （原始内容存档 (PDF)于2018-10-03）.
12. ↑   (PDF). 相鉄グループ. 2018-04-26  [2018-05-15]. （原始内容存档 (PDF)于2018-04-30）.
13. 1 2  . 鉄道ファン2021年6月号 特集：気になる国鉄・JR形 (交友社). 2021-06-01, 61 (6号（通巻722号）): 145.
14. ↑  . 日刊工業新聞. 2018-05-11  [2018-06-02]. （原始内容存档于2019-05-17）.
15. ↑  . GetNaviWeb. 2018-12-01  [2019-03-03]. （原始内容存档于2020-08-05）.
16. ↑  鉄道ファン 2019年6月号 (交友社): 44. 缺少或|title=为空 (帮助)

## 外部連結
- 検索結果（相鐵線直通的車站）：JR東日本 （页面存档备份，存于）（日語）
- 都市鉄道利便増進事業　相鉄・JR直通線、相鉄・東急直通線 （页面存档备份，存于）（日語）
- 相鉄・JR直通線｜これまでの整備実績 （页面存档备份，存于） - 鐵道建設·運輸設施整備支援機構（日語）